# Дигора
Дигора́ (осет. Дигора; также дигор. Киристонгъæу, ирон. Чырыстонхъæу) — город в России, административный центр Дигорского района Республики Северная Осетия — Алания. Образует муниципальное образование «Дигорское городское поселение».

## Этимология
Основан в 1852 году как аул осетин-xpистиан, который был назван Вольно-Христиановский, позже переименован в село Новохристиановское, а затем в Христиановское. В 1934 году село Христиановское переименовано в Дигора. Название было дано от осет. дигорон — самоназвания дигорцев, одного из субэтносов осетин, в единственном числе.

## География
Город расположен на левом берегу реки Урсдон (левый приток Терека), в 52 км к северо-западу от Владикавказа. Архитектура города состоит из частных домов сельского типа — преимущественно одно- и двухэтажных строений, — а также из нескольких многоквартирных корпусов. Площадь территории города составляет 9,19 км².

## История
Основан в 1852 году крестьянами-выходцами из аулов Кубатиева (Кора-Урсдон), Туганова (Дур-Дур) и Кусхо-Майхо как аул Вольно-Христиановский (дигор. Киристонгъæу, ирон. Чырыстонхъæу). Согласно архивным данным, одним из организаторов переселения и основателем аула Вольно-Христиановский был Корнаев Барег Цаппоевич; в городе Дигора ему установлен памятный бюст. Всего было переселено 260 дворов. Административно входило в состав Владикавказского округа Терской области.
Несмотря на то, что село считалось христианским, отдельные рода и семьи продолжали придерживаться ислама.
В конце XIX — начале XX века в городе часто проходили революционные волнения.
Летом 1917 года в селе Христиановское была организована революционно-демократическая партия «Кермен», которая в апреле 1918 года объединилась с партией большевиков. В связи с этим была образована окружная организация РКП(б) «Кермен».
1 апреля 1934 года ВЦИК постановил переименовать в Ирафском и Дигорском районах селение Магометановское в селение «Чикола» и селение Христиановское в селение «Дигора».
Летом 1964 года селу Дигора было присвоен статус города.
6 апреля 2020 года в Дигоре прошёл митинг против режима самоизоляции, введённого в Северной Осетии для борьбы с коронавирусной инфекцией COVID-19.

## Население
| 1897    | 1917    | 1939    | 1959    | 1970    | 1976    | 1979    | 1989    | 1992    | 1996    |
| ------- | ------- | ------- | ------- | ------- | ------- | ------- | ------- | ------- | ------- |
| 5758    | ↗8772   | ↗9695   | ↘8352   | ↗10 642 | ↗10 900 | ↘10 642 | ↗10 875 | ↗11 400 | ↗12 000 |
| 1998    | 2000    | 2002    | 2003    | 2005    | 2006    | 2007    | 2008    | 2009    | 2010    |
| →12 000 | ↗12 200 | ↘11 819 | ↘11 800 | ↘11 600 | ↘11 400 | ↘11 200 | ↘11 000 | ↘10 694 | ↗10 856 |
| 2011    | 2012    | 2013    | 2014    | 2015    | 2016    | 2017    | 2018    | 2019    | 2020    |
| ↘10 850 | ↘10 674 | ↘10 462 | ↘10 355 | ↘10 273 | ↘10 134 | ↗10 135 | ↘10 075 | ↘10 072 | ↗10 089 |
| 2021    | 2023    | 2024    | 2025    |         |         |         |         |         |         |
| ↘9922   | ↗9994   | ↗10 068 | ↗10 120 |         |         |         |         |         |         |

На 1 января 2025 года по численности населения город находился на 902-м месте из 1124 городов Российской Федерации.

### Национальный состав
| Народ                     | 2010 чел. | % от всего | % от указав- ших нацио- наль- ность | 2021 чел. | % от всего | % от указав- ших нацио- наль- ность |
| ------------------------- | --------- | ---------- | ----------------------------------- | --------- | ---------- | ----------------------------------- |
| всего                     | 10856     | 100,00 %   |                                     | 9922      | 100,00 %   |                                     |
| Осетины                   | 10383     | 95,64 %    | 96,21 %                             | 9552      | 96,27 %    | 96,21 %                             |
| - Дигорцы                 | 5         | 0,05 %     | 0,05 %                              | 470       | 4,74 %     | 4,76 %                              |
| - Иронцы                  |           |            |                                     | 2         | 0,02 %     | 0,02 %                              |
| Русские                   | 197       | 1,81 %     | 1,83 %                              | 169       | 1,70 %     | 1,71 %                              |
| Лезгины                   | 67        | 0,62 %     | 0,62 %                              | 33        | 0,11 %     | 0,12 %                              |
| другие                    | 145       | 1,34 %     | 1,34 %                              | 115       | 1,87 %     | 1,16 %                              |
| указали национальность    | 10792     | 99,41 %    | 100,00 %                            | 9869      | 99,47 %    | 100,00 %                            |
| не указали национальность | 64        | 0,59 %     |                                     | 53        | 0,53 %     |                                     |

## Образование
- Средняя общеобразовательная школа-гимназия № 1.
- Средняя общеобразовательная школа № 2.
- Средняя общеобразовательная школа № 3.
- Детские сады «Алёнушка», «Буратино», «Дюймовочка», «Карапуз», «Красная шапочка», «Улыбка».
- Музыкальная школа.
- Патриотический клуб «Родина».
- ДЮСШ им. А. С. Фадзаева.
- ДЮСШ Дигорского района.
- Борцовский зал им. Михаила Бекмурзова.
- Шахматный клуб им. Бориса Хутиева.
- Православная воскресная школа.

## Достопримечательности
- Статуя распростёршего руки Иисуса Христа, подобие знаменитой фигуры в Рио-де-Жанейро.
- Аллея Славы, сооружённая в Дигоре в 2000 году и реконструированная 14 лет спустя.
- Музей культуры и просвещения.
- Дом-музей Хазби Уруймагова.
- Дом-музей Кима Цаголова.
- Статуя Георгия Победоносца, особо почитаемого в Северной Осетии святого.
- Историко-мемориальный дом-музей Г. А. Цаголова

## Спорт
- Футбольный клуб — «Дигора», в 1996 году игравший в третьей лиге ПФЛ. Ныне выступает в чемпионате Северной Осетии.
- С 2011 года проводится молодёжный турнир по вольной борьбе памяти Солтана Бердиева.

## Религия
Православие
- Церковь Рождества Пресвятой Богородицы[30]. Богослужение ведётся на осетинском языке.

## Город-побратимы
- Россия: Шали (Чечня)
- Россия: Керчь (Крым)

## Известные уроженцы
Родившиеся в Дигоре:
- Абаев, Ахсарбек Магометович — Герой Советского Союза;
- Билаонов, Павел Семёнович — Герой Советского Союза;
- Бицаев, Сергей Владимирович — Герой Советского Союза;
- Кесаев, Астан Николаевич — Герой Советского Союза;
- Кибизов, Александр Николаевич — Герой Советского Союза;
- Калицов, Солтан Гетогазович  (28 апреля 1922 — 23 июня 1998) — советский и российский военачальник, генерал-майор инженерно-технической службы (1972);
- Цаголов, Ким Македонович — генерал-майор ВС СССР, участник войны в Афганистане и грузино-южноосетинского конфликта;
- Корнаев, Владимир Александрович — советский и российский учёный-правовед, специалист по интеллектуальной собственности. Доктор юридических наук, профессор, академик РАЕН и Академии изобретательства.

## Топографические карты
- Лист карты K-38-29 Алагир. Масштаб: 1 : 100 000. Состояние местности на 1984 год. Издание 1988 г.

### Комментарии
1. ↑  В том числе: аварцы (4), азербайджанцы (25), армяне (18), грузины (13), даргинцы (2), кабардинцы (9), калмыки (1), кумыки (7), лакцы (1), марийцы (1), молдаване (1), мордва (2), немцы (1), персы (1), поляки (2), табасараны (1), таджики (5), татары (10), турки (1), туркмены (7), узбеки (11), украинцы (12), черкесы (1), чеченцы (2), чуваши (1).
2. ↑  Аварцы (5), азербайджанцы (31), армяне (15), грузины (10), даргинцы (1), кабардинцы (6), кумыки (3), мордва (1), табасараны (1), таджики (19), татары (5), туркмены (1), узбеки (1), украинцы (3), черкесы (1), указавшие другие ответы о национальной принадлежности (11), «нет национальной принадлежности» (1).